# Bulbophyllum superpositum
Bulbophyllum superpositum là một loài phong lan thuộc chi Bulbophyllum.